# Alokazja olbrzymia

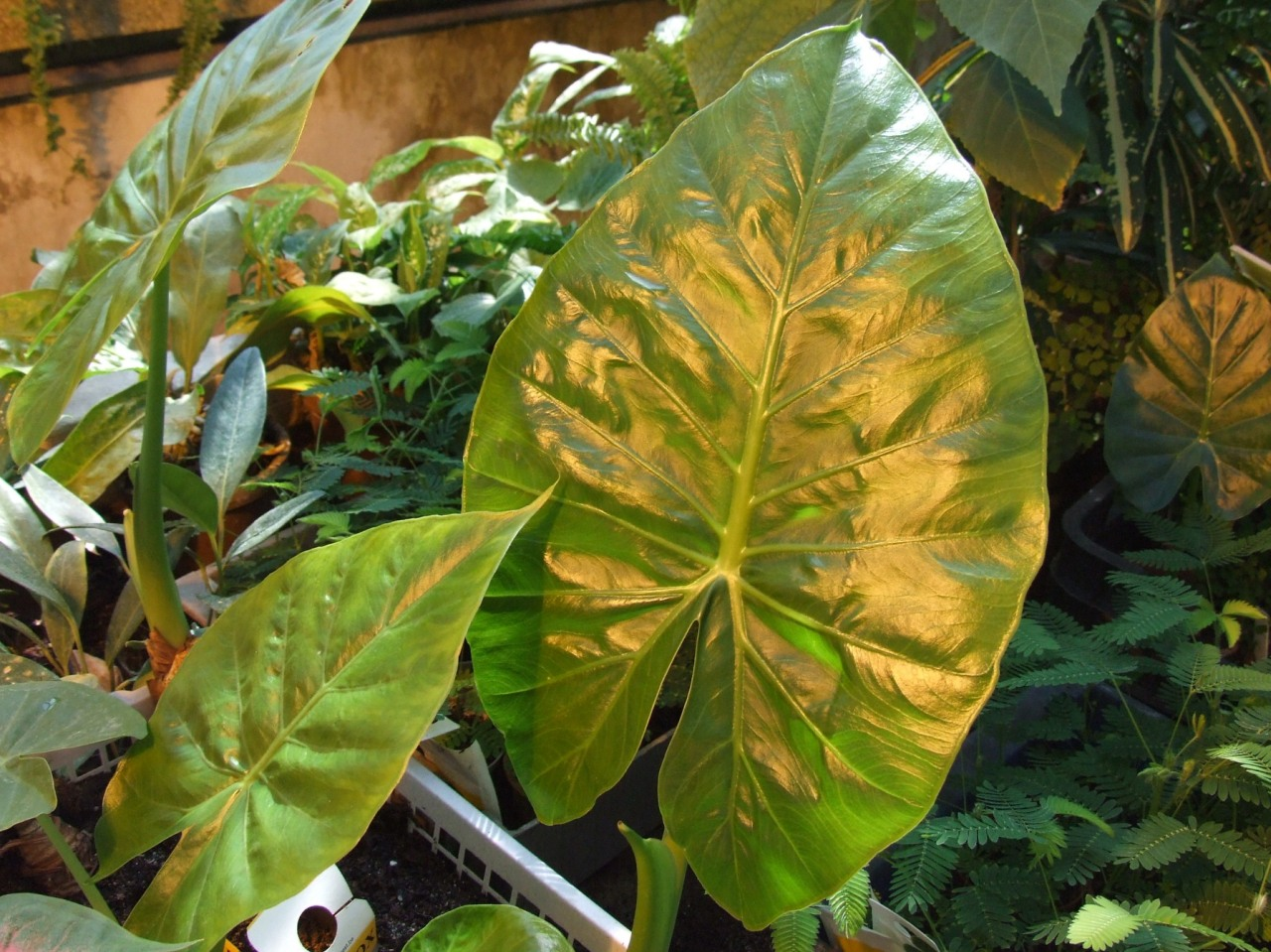
Liść

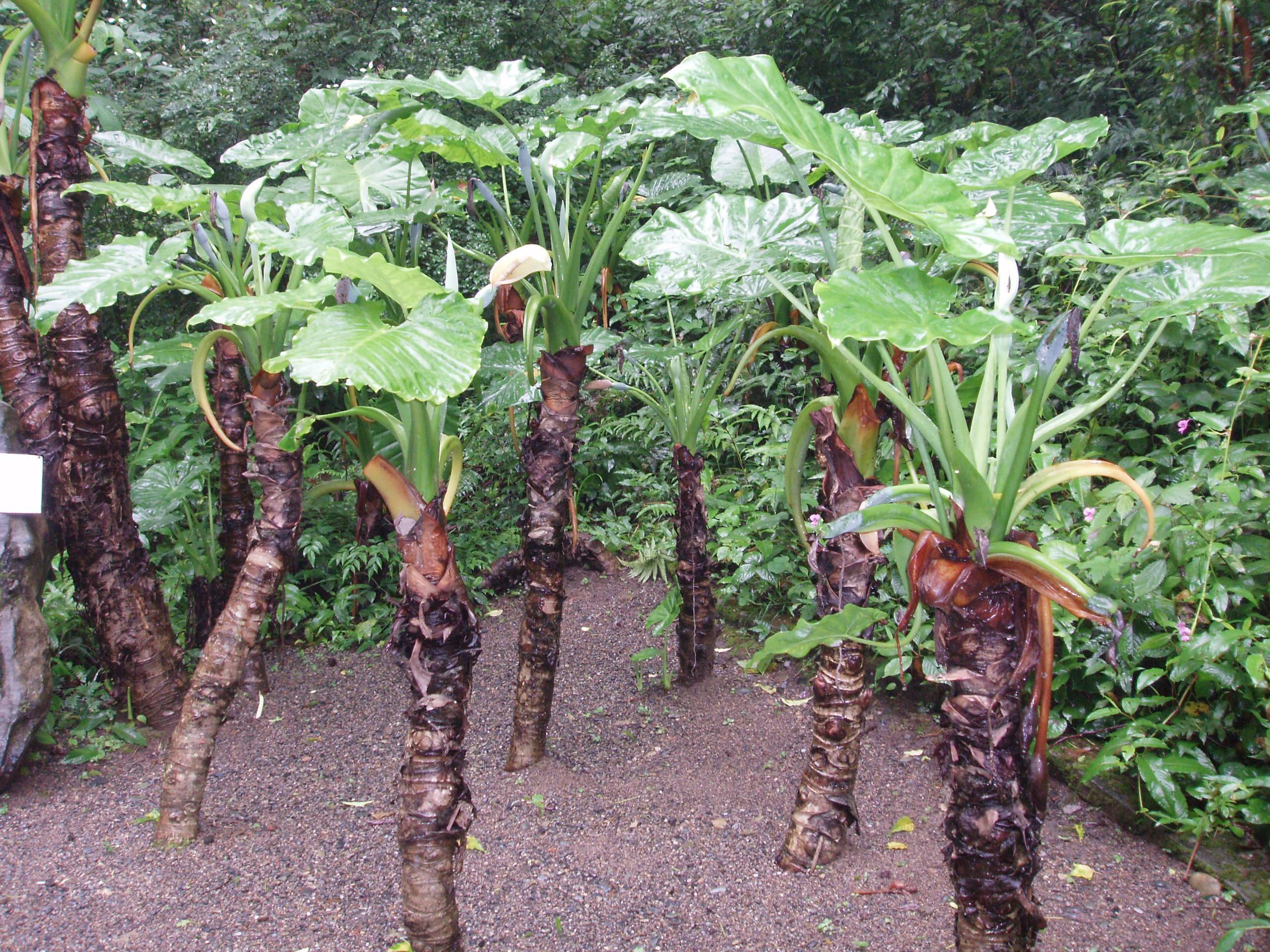
Rośliny wieloletnie

Alokazja olbrzymia (Alocasia macrorrhizos) – gatunek rośliny z rodziny obrazkowatych. Pochodzi z obszarów tropikalnej Azji (Malezja), Australii (stan Queensland) i Wysp Salomona.

## Nazewnictwo
W języku polskim posiada nazwę zakleśń olbrzymia. W języku łacińskim posiada wiele synonimów: Alocasia indica (Lour.) Spach, Alocasia variegata K. Koch & C. D. Bouché, Arum indicum Lour., Arum macrorrhizon L. (basionym), Colocasia indica (Lour.) Kunth, Colocasia indica var. rubra Hassk. Używana wciąż nazwa Alocasia macrorrhiza jest nieprawidłowa.

## Morfologia
PokrójRoślina o zgrubiałej łodydze dorastającej do 5 m wysokości i grubości do 25 cm.
LiścieWyrastają tylko w szczytowej części łodygi. Mają blaszkę o długości do 60 cm wyrastającą na ogonku o długości do 100 cm.
KwiatZebrane w kolbę objętą pochwowatym liściem. Kwiaty są rozdzielnopłciowe, bardzo drobne i bez okwiatu. W kwiatach męskich pręciki tworzą tzw. synandria, kwiaty słupkowe zbudowane są z jednego tylko słupka.
OwocJagoda.
Pomimo polskiej nazwy "olbrzymia", A. macrorrhizos nie jest największym gatunkiem w rodzaju. Rekordzistką jest Alocasia robusta M. Hotta. Ma ona największy pojedynczy, niepodzielony liść w świecie roślin. Występuje dziko na Sarawak w Malezji. Jej liść dorasta do 10 m wysokości przy szerokości około 3 m. Największy znaleziony w 1966 w prowincji Sabah w Malezji okaz A. macrorrhizos miał liść o długości 3,02 m i szerokości 1,92 m, a jego powierzchnia wynosiła 3,17 m².

## Biologia
Jest byliną. W liściach i łodygach występuje sok mleczny. W stanie surowym są one trujące, po przegotowaniu tracą trujące własności.

## Zastosowanie
Liście i łodygi po wcześniejszym ugotowaniu są używane jako warzywo. Jest uprawiana w Malezji, na Nowej Gwinei i niektórych krajach tropikalnych. Sprowadzono ją do Brazylii, gdzie też przez jakiś czas była uprawiana, jednak po stwierdzeniu jej trujących własności zaprzestano uprawy